# Je suis écrivain
 (juillet 2025).
Si vous disposez d'ouvrages ou d'articles de référence ou si vous connaissez des sites web de qualité traitant du thème abordé ici, merci de compléter l'article en donnant les références utiles à sa vérifiabilité et en les liant à la section « Notes et références ».
Je suis écrivain est un roman de François Weyergans publié en 1989.

## Résumé
Eric Wein, écrivain, a peur de l'avion. Il fait pourtant partir son personnage principal, Marc Strauss, à la découverte du pays du soleil levant.